# NGC 1465
NGC 1465 est une galaxie lenticulaire située dans la constellation de Persée. NGC 1465 a été découverte par l'astronome américain Lewis Swift en 1886.

## Caractéristiques
Sa vitesse par rapport au fond diffus cosmologique est de 3 904 ± 16 km/s, ce qui correspond à une distance de Hubble de 57,6 ± 4,0 Mpc (∼188 millions d'al).
NGC 1465 présente une large raie HI.